# The Thrill of It All
Albums de Sam Smith
In the Lonely Hour
(2014) Love Goes (en)
(2020)
Singles
1. Too Good at Goodbyes
Sortie : 8 septembre 2017
2. One Last Song
Sortie : 3 novembre 2017

The Thrill of It All est le second album studio de l’auteur-compositeur-interprète britannique Sam Smith, sorti le 3 novembre 2017 sous le label Capitol Records.

## Développement et genèse
Sam Smith annonce sur Twitter le 6 octobre 2017, que son album intitulé The Thrill of It All sort le 3 novembre 2017.

## Singles
Le premier single Too Good at Goodbyes, sorti le 8 septembre 2017, se trouve au sommet du UK Singles Chart et se classe au cinquième rang au Billboard Hot 100.
Le second One Last Song est entendu par la radio au Royaume-Uni, le 3 novembre 2017, en plein jour de la sortie de l’album studio.

### Promotions
Le 6 octobre 2017, Sam Smith révèle Pray, une « gospel-tinged ballad » chantée en collaboration du rappeur américain — et qui est également son producteur de cet album — Timbaland ; un autre single promotionnel Burning sort le 27 octobre 2017.

## Liste des pistes
| 1.    | Too Good at Goodbyes    | Sam Smith, James Napier, Mikkel S.Eriksen, Tor Erik Hermansen | Steve Fitzmaurice, Jimmy Napes, Stargate      | 3:21 |
| 2.    | Say It First            | Sam Smith, James Napier, James Ho | Malay, Steve Fitzmaurice, Jimmy Napes         | 4:07 |
| 3.    | One Last Song           | Sam Smith, James Napier, Tyler Johnson | Steve Fitzmaurice, Jimmy Napes, Tyler Johnson | 3:12 |
| 4.    | Midnight Train          | Sam Smith, James Napier, James Ho | Steve Fitzmaurice, Jimmy Napes, Malay         | 3:27 |
| 5.    | Burning                 | Sam Smith, Jason "Poo Bear" Boyd, Dominic Jordan, Jimmy Giannos | Steve Fitzmaurice, Jimmy Napes                | 3:23 |
| 6.    | Him                     | Sam Smith, Brendan Grieve, Reuben James | Steve Fitzmaurice, Brendan Grieve             | 3:10 |
| 7.    | Baby, You Make Me Crazy | Sam Smith, James Napier, Emile Haynie, Dennis Ronald Thomas, Woodrow Sparrow, Gene Redd Sr., George Melvin Brown, Claydes Smith, Richard Westfield, Robert Bell, Robert Mickens, Ronald Bell | Steve Fitzmaurice, Jimmy Napes, Emile Haynie  | 3:27 |
| 8.    | No Peace (feat. YEBBA)  | Sam Smith, James Napier, Yebba Smith | Steve Fitzmaurice, Jimmy Napes                | 4:43 |
| 9.    | Palace                  | Sam Smith, Tyler Johnson, Camaron Ochs | Tyler Johnson                                 | 3:07 |
| 10.   | Pray                    | Sam Smith, James Napier, Timothy Mosley, Darryl Pearson, Larrance Dopson, Jose A. Valasquez                                                                                                  | Timbaland, Steve Fitzmaurice, Jimmy Napes     | 3:41 |
| 35:38 |                         | |                                               |      |